# Rose Lokonyen
Rose Nathike Lokonyen (24 de febrero de 1995, Sudán del Sur) es una atleta de Sudán del Sur, pero que vive como refugiada en Kenia. Participó en la prueba de 800 metros femeninos en los Juegos Olímpicos de Río de Janeiro 2016. Participó formando parte del Equipo Olímpico de Atletas Refugiados, y portó la bandera olímpica de esta delegación en la ceremonia de apertura.